# Chráněná krajinná oblast Brdy
Chráněná krajinná oblast Brdy (CHKO Brdy) je chráněná krajinná oblast v Česku. Vyhlášena byla 1. ledna 2016. Správa CHKO sídlí v Jincích, Dům přírody se nachází u Strašic v zámečku Tři Trubky. Rozloha CHKO činí 345 km², nadmořská výška se pohybuje v rozmezí 403 až 865 metrů, nejvyšším bodem je vrchol Toku.
CHKO Brdy vznikla na území zrušeného vojenského újezdu Brdy ve středních Brdech a dvou přírodních parků v jižních Brdech. Předmětem ochrany je přírodní bohatství s cennými lesními porosty, loukami, mokřady, vřesovišti a desítkami potoků.

## Historie záměru
Již v roce 1921 přišla skupina poslanců Sněmovny s návrhem vyhlásit v Brdech národní park. Návrh nebyl přijat a v roce 1926 vláda ČSR naopak rozhodla o zřízení dělostřelecké střelnice v Brdech, ze které se později stal vojenský újezd Brdy.
Na konci 20. století byly v jižní části Brd, která nebyla součástí vojenského újezdu, vyhlášeny přírodní parky: na části ležící v Plzeňském kraji v roce 1992 Přírodní park Brdy a na části ležící ve Středočeském kraji v roce 1997 Přírodní park Třemšín. Obklopovaly několik maloplošných chráněných území, např. přírodní rezervaci Chynínské buky.
O záměru zrušit vojenský újezd a o případné formě ochrany přírodního území se znovu začalo diskutovat v souvislosti se zrušením vojenských prostorů Ralsko, Mladá a Dobrá Voda začátkem 90. let 20. století. Okresní národní výbor v Příbrami navrhl vyhlášení CHKO Brdy. V roce 2005 vyšla odborná publikace Střední Brdy, která doporučila speciální formu ochrany brdské přírody. V roce 2007 byly v souvislosti s plánem výstavby radaru americké protiraketové obrany zpřístupněny okrajové části újezdu. V roce 2010 ministerstvo obrany zpracovalo Bílou knihu o obraně, v níž byla navrženo úplné zrušení jednoho z vojenských újezdů. Ministerstvo 6. dubna 2011 oznámilo záměr zrušit některý z vojenských újezdů, nejpravděpodobněji brdský. V letech 2011 a 2012 bylo zvažováno vyhlášení přírodního parku nebo CHKO. Postupně převážila myšlenka CHKO, kterou podporovalo i ministerstvo obrany, mj. i na základě pozitivních zkušeností ze zrušeného újezdu Dobrá Voda.
Ministerstvo životního prostředí zadalo Agentuře ochrany přírody a krajiny vypracovat analýzu vhodného režimu ochrany přírody. Agentura navrhla buď zřídit přírodní park doplněný sítí maloplošných zvláště chráněných území, nebo vyhlásit chráněnou krajinnou oblast, která by kromě újezdu zahrnovala i území sousedních přírodních parků včetně PřP Radeč. Varianta CHKO byla preferovaná agenturou, hejtmany Středočeského a Plzeňského kraje i občanským sdružením BRDY – Res publica.
Podle návrhu Agentury ochrany přírody a krajiny podporovaného Středočeským i Plzeňským krajem měla mít CHKO rozlohu 330 km². Původní návrh na vyhlášení CHKO Brdy zahrnoval území o celkové rozloze 380 km². Na základě připomínek některých obcí byla rozloha zredukována na 345 km², z toho 260 km² je bývalý vojenský újezd ve Středních Brdech, zbytek tvoří převážně Jižní Brdy, kde CHKO nahradila dosavadní dva přírodní parky: přírodní park Brdy na území Plzeňského kraje a částečně přírodní park Třemšín na území Středočeského kraje.
V létě 2013 byl zahájen proces vyhlašování CHKO. Návrh zákona, kterým byl od 1. ledna 2016 zrušen vojenský újezd Brdy, stanoveny hranice vojenských újezdů a změněny hranice krajů, schválila Poslanecká sněmovna v prosinci 2014, Senátem byl schválen v lednu 2015 a ve Sbírce zákonů vyšel pod č. 15/2015. V návaznosti na to vláda 12. října 2015 schválila nařízení, kterým na území bývalého vojenského újezdu vyhlásila chráněnou krajinnou oblast.

## Pyrotechnická očista území
Na jaře roku 2012 začala pyrotechnická očista území. K listopadu 2015 byla vyčištěna plocha 5710 hektarů, z níž bylo odstraněno asi sedm tisíc kusů nevybuchlé munice či jejích zbytků, a zbývalo přibližně 6900 hektarů, na konci roku 2015 byla hotova zhruba polovina rozlohy vojenského újezdu. Asanace skončila v roce 2017 a pročištěné oblasti jsou zpřístupněny veřejnosti nově vyznačenými pěšími i cyklotrasami. Přesto některé oblasti, jako dopadové plochy (vysoké množství nevybuchlé munice) a těžko přístupná místa nešla vyčistit a je do nich trvalý zákaz vstupu. Trvale nepřístupné nadále zůstává posádkové cvičiště o rozloze přibližně 50 km² v severní části CHKO v trojúhelníku obcí Jince, Zaječov a Obecnice.

## Zonace CHKO a maloplošná chráněná území
Území CHKO se člení do 4 zón podle stupně ochrany přírody:
- Výrazná souvislá většina území spadá do III. zóny.
- Do IV. zóny patří pouze několik malých ostrůvků v oblasti Jižních Brd (zástavba vsi Míšov, osady Teslíny a Koukalka, ves Planiny, Chynín, severovýchodní výběžek Železného Újezdu kolem silnice do Nových Mitrovic, chatová osada u rybníka Drahota u Nových Mitrovic, a část osady Mítov severovýchodně od silnice.[11]
- Do II. zóny patří převážně místa, která jsou maloplošnými zvláště chráněnými územími nebo jsou na ně navržena, nejcennější části některých těchto lokalit jsou zařazeny do I. zóny.

Nařízení vlády 292/2015 Sb., kterým se CHKO Brdy vyhlašuje, stanoví, že území chráněné krajinné oblasti se člení do 4 zón odstupňované ochrany přírody, avšak bližší ochranné podmínky stanoví toto nařízení pro celou CHKO shodně bez ohledu na zóny. Pouze pro III. zónu stanoví, že tam lze pouze se souhlasem příslušného orgánu ochrany přírody provádět činnosti, které mohou snížit hladinu povrchové či podzemní vody na rašeliništích, prameništích a v olšinách.
Na území CHKO se v době jejího vytvoření nacházelo 5 přírodních rezervací, 3 přírodní památky a 18 evropsky významných lokalit.
Všech pět přírodních rezervací a všechny tři přírodní památky se nacházejí v jižní části CHKO, která nebyla součástí vojenského újezdu, tedy v Jižních Brdech. Jde o tato místa:
- přírodní rezervace Fajmanovy skály a Klenky
- přírodní rezervace Getsemanka
- přírodní rezervace Chynínské buky
- přírodní rezervace Kokšín
- přírodní rezervace Na skalách
- přírodní památka Hřebenec
- přírodní památka Míšovské buky
- přírodní památka Třemešný vrch

Evropsky významné lokality v Jižních Brdech:
- Bradava
- V Úličkách
- Niva Kotelského potoka
- Třemšín a Hřebence
- Závišínský potok

Evropsky významné lokality ve Středních Brdech:
- Felbabka
- Hrachoviště
- Ohrazenický potok
- Brda
- Octárna
- Tok
- Ledný potok
- Trokavecké louky
- Mešenský potok
- Padrťsko
- Teslíny

Na území bývalého vojenského újezdu ve Středních Brdech bylo navrhováno 50 maloplošných zvláště chráněných území Zřízení nových maloplošných zvláště chráněných území bylo původně navrhováno pro případ, že by celá oblast Středních Brd nebyla vyhlášena chráněnou krajinnou oblastí, ale pouze přírodním parkem. V realizované variantě CHKO Brdy je většina těchto míst vyhlášena jako oblasti II. nebo I. zóny CHKO.
- Praha
- Láz – Bílá skála
- Pilská nádrž
- Pilský potok
- Klobouček
- Tok
- Prameniště Rezervy
- Bor
- Houpák
- Brda
- Octárna
- Trokavecké louky
- Kolvín
- Bahna
- Teslínské louky
- Teslínské bučiny
- Hrachoviště
- Albrechtický potok
- Červený potok
- Jahodová hora
- Míšov
- Bojovka
- Tisý
- Jindřichova skála
- Slonovec
- Vlč
- Převážení
- Lipovsko
- Trokavecká skála
- Hradiště
- Prančík
- Na Planinách
- Ledný potok
- Florian
- Údolí Skořického potoka
- Kamenná
- Brauchitschova skála
- Valdek
- Padrťsko
- Údolí Klabavy
- Skládaná skála
- Kočka
- Třemošná
- Žernovák
- Skelná Huť
- Vystrkov
- Plošina mezi vrchy Praha a Malý Tok
- Koníček
- Felbabka
- Pod Palcířem

V Jižních Brdech CHKO Brdy nahradila přírodní park Brdy na území Plzeňského kraje a přírodní park Třemšín na území Středočeského kraje. Na severozápadě CHKO zčásti navazuje na přírodní park Hřebeny a na severovýchodě na přírodní park Trhoň.

## Fauna

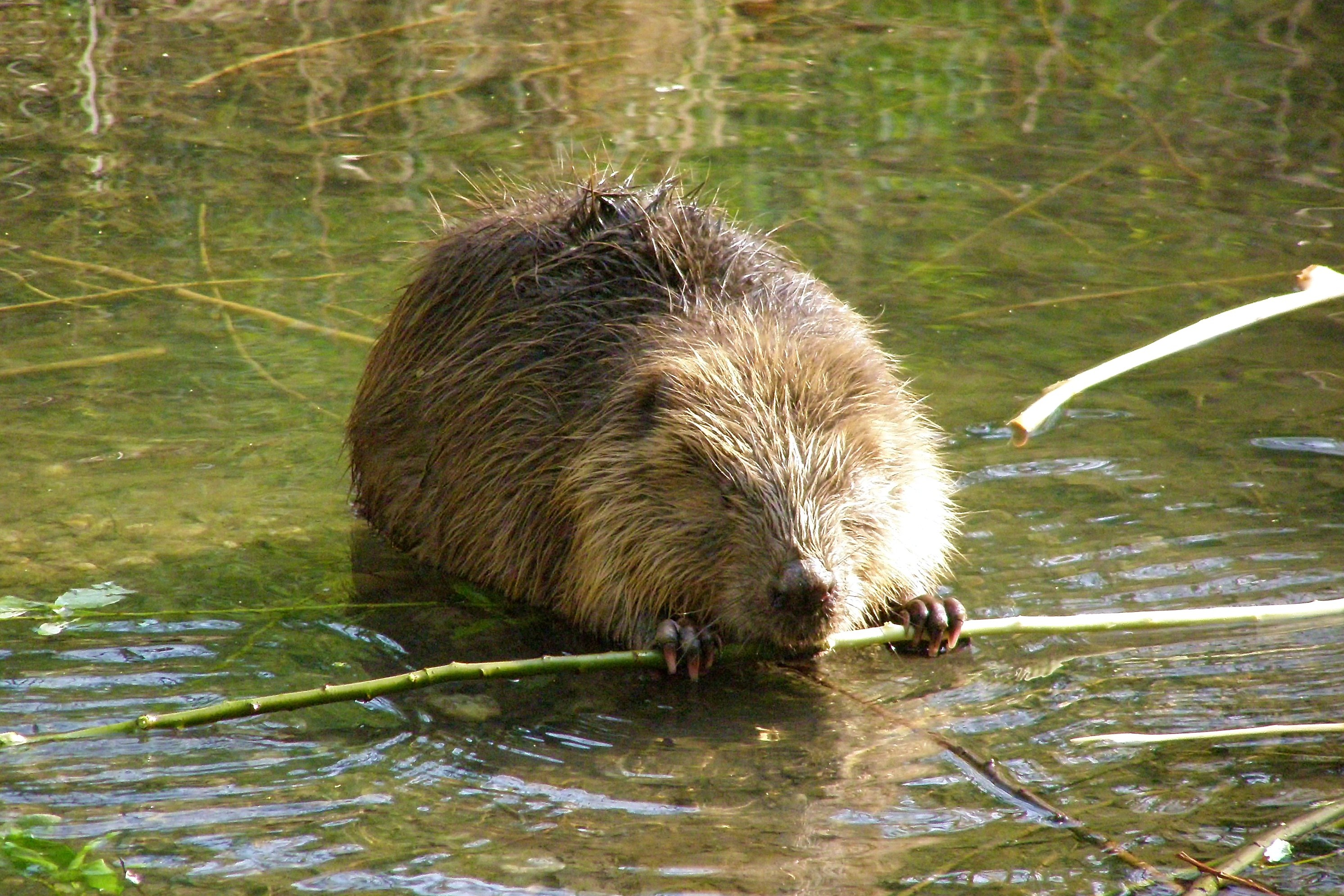
Bobr evropský

V CHKO Brdy žije 27 druhů vodních měkkýšů: 17 druhů vodních plžů a 10 druhů mlžů. Vyskytuje se zde také bobr evropský, konkrétně v okolí rybníků u obce Skořice a na Skořickém potoce a na řece Litavce v oblasti Trhových Dušník a Bratkovic. První pobytové stopy bobra (okusy vrb) v oblasti Padrťských rybníků byly zaznamenány v roce 2020. Bobr CHKO Brdy napomohl obnově mokřadů přehrazením obtočné strouhy, kterou zde v minulosti vytvořili vojáci. Bobr tak ušetřil cca 30 milionů korun, které správa chráněné krajinné oblasti plánovala investovat do Projektu revitalizace řeky Klabavy z roku 2018. Zatímco se s Vojenskými lesy a statky a Povodím Vltavy domlouvalo vlastnictví pozemků a detaily projektu, bobr celý problém vyřešil sám. Zpráva o efektivitě „bobřího inženýrství” v CHKO Brdy v roce 2025 obletěla celý svět, mimo českých médií o něm informovali i přední zahraniční média.

## Správa CHKO
S počátkem roku 2015 došlo k zásadní reorganizaci orgánů ochrany přírody, v jejímž rámci se jednotlivé správy CHKO staly součástí regionálních pracovišť AOPK. Správa CHKO Brdy je tedy podobně jako Správa CHKO Křivoklátsko, Správa CHKO Český kras a Správa CHKO Blaník v postavení oddělení Regionálního pracoviště AOPK ČR Střední Čechy.
Sídlo Správy CHKO Brdy je v Jincích na adrese Jince č.p. 461 v bývalém sídle zrušeného Újezdního úřadu vojenského újezdu Brdy. Správa zajišťuje každou první středu v měsíci úřední hodiny ve Spáleném Poříčí na Náměstí Svobody 132. Dům přírody se připravuje v areálu zámečku Tři Trubky.
K symbolickému předání území do péče AOPK ČR došlo 15. ledna 2016, kdy ministr obrany Martin Stropnický předal bývalý vojenský újezd ministru životního prostředí Brabcovi a Správě chráněné krajinné oblasti na zámečku Tři Trubky. Ředitelé Agentury ochrany přírody a krajiny a Vojenských lesů a statků současně podepsali dohodu o spolupráci.

## Turistika

### Pěší turistika

#### Stav před zrušením vojenského újezdu
Před zřízením CHKO vedlo jejím územím několik značených pěších turistických tras KČT:
Na území vojenského újezdu (cca 25 km, původně přístupné jen o sobotách, nedělích a svátcích):
- žlutá č. 6157 Podluhy – Neřežín (9,9 km)
- žlutá č. 6614 a 6726 Nová Ves – Těně – Strašice (7,4 km)
- zelená č. 3097 Orlov – Bohutín (6,5 km)
- místní modrá č. 1191 Orlov – Třemošná – Orlov (2,9 km)

Mimo území vojenského újezdu (cca 70 km):
- zelená Hořesedly – Míšov (7,4 km)
- zelená Míšov – Nad Maráskem (3,9 km)
- zelená Teslíny – Spálená Bouda (1,9 km)
- zelená Hutě pod Třemšínem – Uhelnice (4,7 km)
- zelená Třemšín – Na Dědku (2,7 km)
- modrá Míšov – Pod Maráskem (2,7 km)
- modrá Starý Smolivec – Třemšín – silnice Rožmitál (10,2 km)
- žlutá Borovno – Nad Maráskem – Třemšín – Brdy (bus) (22,1 km)
- červená Nové Mitrovice – Pod Třemšínem (rozc.) – Mýta (12,2 km)
- červená Hutě pod Třemšínem – Třemšín (3,9 km)

#### Nové značení KČT
Klub českých turistů měl v plánu páteřní trasy ve vojenském újezdu vyznačit ještě před vznikem CHKO, a na tom se údajně s armádou předběžně dohodl. Předseda komise ministerstva obrany pro optimalizaci vojenských újezdů Vladimír Kazatel v červnu 2015 uvedl, že pokud vydá ministerstvo životního prostředí souhlas se značením před lednem 2016, nemá s tím ministerstvo obrany problém a bude souhlasit, samozřejmě v místech, která jsou již vyčištěná od munice a zpřístupněná. Nakonec značení před zrušením újezdu nebylo KČT umožněno, což mluvčí ministerstva obrany zdůvodnil tím, že rozvoj turismu a s tím i stezek bude ponechán v gesci budoucí Správy CHKO Brdy, která začne území značit po jejím vzniku, tedy po 1. lednu 2016. Předseda rady značení Klubu českých turistů Karel Markvart vyjádřil připravenost, ale vedoucí oddělení Správa CHKO Brdy Bohumil Fišer (které samozřejmě existovalo již před vznikem CHKO) označil dřívější termín za nereálný, protože zatím nebylo vymezeno posádkové cvičiště, které zůstane v severní části nepřístupné, a nebylo ani jasné, zda a v jakém rozsahu se zpřístupní turisticky atraktivní odlesněné dopadové plochy.
V červnu 2015 již měl KČT hrubý plán nových tras, avšak chtěl ještě v terénu prozkoumat jejich schůdnost a vytipovat objekty a křižovatky, kam lze umístit cedule se směrovkami. Mezi prvními jmenoval předseda rady značení zpřístupnění vrcholu Tok a přeložku trasy do Třemošné tak, aby vedla krásnými skalami. Přístup k Padrťským rybníkům, kam dosud vedle jediná trasa, přístupná jen o víkendech, má být variabilnější. Hlavní červená trasa by podle plánu mohla vést hřebenem a na ni by navazovaly další napříč bývalým újezdem. Na vyznačení 200 km nových tras tehdy KČT odhadoval potřebu asi 40 dní. Při tvorbě projektu KČT vycházel z toho, kudy trasy vedly za první republiky. Druhým zdrojem informací byli lidé, kteří to tam znali, protože tam chodili „načerno“. Předseda rady značení KČT vyjádřil naději, že i vojáci znalí místa by mohli pomoci domyslet propojení tras.
Podle zpráv z října 2015 měl po 1. lednu 2016 začít na daném území Klub českých turistů provádět turistické značení. Do jara 2018 chtěl vyznačit zhruba 450 kilometrů značených tras a nejméně tři naučné stezky, a to v oblasti dopadových ploch Tok a Jordán, v oblasti Padrtě, Tří Trubek, Strašic a v jednání byla také naučná stezka na Třemšín. Další naučnou stezku, na Klouček, připravovaly Vojenské lesy a statky a jednání se měla vést i o Příbramí navrhované stezce na Třemošnou.
Začátkem prosince 2015 dostali značkaři Klubu českých turistů povolení ke vstupu do vojenského újezdu, aby si území mohli projít a připravit si místa pro rozcestníky. V první fázi, na jaře 2016, chtělo KČT vyznačit 40 až 50 kilometrů tras, jako první páteřní trasu od Jinců přes Padrťské rybníky na jih směrem na Míšov. Z hraničních obcí, například z Dobřívi, Skořic či Míšova, mají být navázány další větve; nejvyšší kopec Tok má být zpřístupněn až v roce 2017.
V polovině června 2018 Klub českých turistů ohlásil, že nové pěší značení v rozsahu 250 kilometrů bude dokončeno před začátkem letních prázdnin 2018, zatímco cyklotrasy dosud vyznačeny nejsou. Páteřní červeně značená trase vede na nejvyšší vrchol Tok, dopadovou plochu Jordán i k loveckému zámečku Tři Trubky a na Padrťské rybníky. Značkaři museli do oblasti vyrazit zhruba padesátkrát a náklady na vyznačení tras v nově vyhlášené CHKO dobrovolnými značkaři odhadl KČT na 25 až 30 tisíc Kč, které byly čerpány z peněz na pravidelnou údržbu značených tras. Hlavní trasy se již rozšiřovat nemají, mohou však ještě vznikat odbočky na zajímavá místa, u obcí Obecnice či Chaloupky zamýšlejí obce zřídit naučné stezky. Obec Chaloupky usiluje o získání hradu Valdek do své správy. Mikroregion Hořovicko má vstoupit do spolku Turistická oblast Brdy a Podbrdsko, který má rozvojové projekty podporovat a má mít na starosti zřizování a správu cyklotras v oblasti. Projektovou dokumentaci pro vyznačení cyklotras připravuje město Příbram s podporou Středočeského kraje, vybudování cyklostezek má podle vedoucí odboru kanceláře města Příbram vyjít přibližně na jeden milion korun. KČT připravuje vydání nové turistické mapy č. 99, dosud měl území Středních Brd rozděleno na dvě mapy.

#### Návrh AOPK
AOPK na svém webu uvedlo 10. prosince 2015 jako aktualitu článek „Naučné stezky a cyklostezky“, v němž se úvodem píše, že Správa CHKO Brdy a Újezdní úřad Brdy připravily návrh koncepce cyklostezek a turistických stezek na území CHKO Brdy pro bývalý vojenský újezd Brdy. Celková délka navržených pěších tras uváděna není, autoři webu turistika-brdy.cz navržené trasy změřili na 92,2 km, což představuje hustotu pěších tras v rušeném újezdu (s vyloučením trvale zcela nepřístupných území) 416 m/km², podle webu turistika-brdy.cz zcela nedostatečnou. Z navržených pěších tras některé kolidují s cyklostezkami, v několika případech vedou po veřejných komunikacích (např. ve Strašicích) a 32,5 km vede po asfaltových silnicích (míněno zřejmě asfaltových komunikacích).
Návrh AOPK ČR zpracovaný ve spolupráci s újezdním úřadem obsahuje pouhých 8 tras. Základem sítě pěších tras měla být
- „Hřebenová cesta od Jinců až po Padrťsko“ Autoři webu turistika-brdy.cz byli návrhem hluboce zklamáni, protože po hlavním hřebeni, který je ve skutečnosti dlouhý 28 km (z čehož 6 km je v trvale nepřístupném území) a celý je průchodný po zpravidla neasfaltovaných cestách, vede jen celkem 8 km navržených značených cest ve třech vzájemně nesouvisejících úsecích: od Čenkova po hřebeni Slonovce na Klouček (3,6 km), po hřebeni Toku od Houpáku po vrchol Toku (jako součást NS, 2,7 km) a od Sv. Jana na vrchol Praha (1,7 km), tj. po 14 km cest po turisticky atraktivním hlavním hřebeni není značená trasa navržena, což je v rozporu s původně proklamovanou „páteřní hřebenovou cestou“. Autoři webu turistika-brdy.cz považují tento návrh za naprosto nevyhovující a nedostatečný.
- Naučná stezka Po stopách československého dělostřelectva je trasována po okrajích dopadových ploch Tok a Jordán a spojuje je. Podle autorů návrhu AOPK má délku asi 10 km, autoři webu turistika-brdy.cz navrženou trasu pečlivě přeměřili a došli k délce základní trasy 15,5 km, s dvěma odbočkami 18 km, přičemž návrh považují v rámci možností za dobrý a oceňují mimo jiné to, že jen v minimálním rozsahu vede po silnicích s asfaltovým povrchem.
- Naučná stezka Po stopách vysídlených brdských obcí je trasována oblastí Padrtě, přes vrch Kočka, v okolí zámečku Tři Trubky, na vrch Lipovsko a do obce Strašice, kde se těžištěm má stát Muzeum Středních Brd. AOPK v návrhu uvádí, že délka naučné stezky je do 25 km, autoři webu turistika-brdy.cz však naměřili, že navržená trasa dosahuje délky 35,7 km, a konstatovali, že nejméně 50 % trasy vede po asfaltu nebo dlažbě.

Dále AOPK navrhla
- trasu z Oseče okolo Třemošné přes Zavírku, Skelnou Huť a vrch Prahu do lokality Studánka na Padrtích (18,3 km)
- nástupní trasy z východisek Obecnice, Příbram, Bohutín a Zaječov na Naučnou stezku Po stopách československého dělostřelectva.
- spojku mezi oběma navrženými naučnými stezkami (od Dlouhého vrchu na Tři Trubky, 6,6 km).

Tato koncepce byla předložena vedení KČT v Praze, které ji akceptovalo s tím, že značkařské týmy z Příbramska, Rokycanska a Berounska provedou rekognoskaci terénu a případně upřesní vedení jednotlivých tras. Například příbramští značkaři navrženou koncepci rozšířili o spojovací trasy do přilehlých obcí.
AOPK v návrhu z prosince 2015 navrhlo k 20 km už existujících cest dalších 92,2 km (včetně zmíněných dvou naučných stezek). KČT z návrhu AOPK nevyužil 17 km, ale navrhl (v části v kompetenci příbramských značkařů, což je většina území bývalého újezdu) jiných 41 km turistických cest. Podle toho by se v rušeném újezdu mělo značit nových 116 km cest. Web turistika-brdy.cz k návrhu KČT připomínkuje, že naprostá většina nově navržených pěších tras pro pěší vede po asfaltkách a betonových komunikacích, z toho jedna dokonce po poměrně frekventované veřejné komunikaci, a v jednom případě prakticky neprůchodným bažinatým terénem. Návrh je prý poznamenán malou znalostí terénu, nedostatečnou vzájemnou komunikací a nerespektováním mínění těch, kteří situaci v místě dobře znají. KČT nejenže se nepřiklonil k původní vizi hlavní hřebenové trasy, ale dokonce rezignoval i na návrh AOPK, který alespoň v okolí vrchu Praha vede pěší trasu po hlavním hřebeni, takže KČT na druhou nejvyšší horu Brd, Prahu, nevede vůbec žádnou trasu, ale pouze se jednou trasou vedenou po silnici vrcholu přibližuje.

### Cykloturistika
V okrajových částech vojenského újezdu Brdy bylo již před jeho zrušením vyznačeno asi 55 km cyklotras:
- 2251 Dobřív – Skořice (3,8 km)
- 2251A kóta 526 – Mirošov (3,0 km)
- 2252 Zaječov – Strašice (8,9 km)
- 2275 Teslíny – Václavka (2,8 km)
- 2274 Červený vrch – Věšín (4,2 km)
- 2273 Trokavec – Vranovice (20,2 km)
- 8190 Rožmitál – Bohutín (5,3 km)
- 8198 Láz – Obecnice (7,4 km)

V jižní části CHKO byly vedeny dvě cyklotrasy:
- 2147 Borovno – Nové Mitrovice (4,6 km)
- 2039 Hořehledy – Nové Mitrovice – Železný Újezd (6,0 km, většina po hranici CHKO)

Návrh koncepce cyklostezek a turistických stezek na území CHKO Brdy pro bývalý vojenský újezd Brdy, který zpracovala AOPK ČR ve spolupráci s újezdním úřadem a v prosinci 2015 zveřejnila na svém webu, obsahuje návrh cyklotras (nazývaných cyklostezky), jejichž délku autoři uvádějí jako cca 450 km. Web turistika-brdy.cz však zveřejněné trasy přeměřil a došel k tomu, že navržené cyklotrasy, včetně již existujících a včetně spojek k obcím mimo vojenský újezd, měří dohromady pouze 173,6 km, což představuje hustotu cyklostezek cca 785 m/km² (do čehož nejsou započtena trvale nepřístupná výcviková území). Navrženou síť však považují autoři webu turistika-brdy.cz v podstatě za optimální.
Vyznačení cyklotras ovšem proběhlo až v roce 2020; jedná se o 12 cyklotras o celkové délce 270 km a jejich realizaci provedl Turistický spolek Brdy a Podbrdsko za spolupráce KČT.

### Zvláštní formy turistiky
V rozborech stavu území z doby před zřízením CHKO je zmiňována i módní vlna čtyřkolek a jejich negativní i pozitivní vliv na přírodu – hluk, zplodiny, úniky provozních kapalin a lokální eroze, ale též pozitivní vliv rozrušování povrchu, které může vytvářet mikrolokality pro obojživelníky nebo některé konkurenčně méně zdatné druhy rostlin a obecně mít pozitivní účinek při potlačování sukcesních pochodů.
Přímo na území CHKO nejsou farmy zabývající se chovem koní, ale v okolí CHKO je jich několik a pro ně je území CHKO atraktivní pro vyjížďky, takže se do budoucna počítá s vytvořením hipostezek.
Horolezecky nejatraktivnější je Jindřichova skála jižně od Chaloupek, kde je více než 50 lezeckých cest různé obtížnosti s trvalými jisticími prostředky. Před zrušením vojenského újezdu byla využívána omezeně na povolení újezdního úřadu místními horolezci. Občasné horolezecké využívání je patrné i na dalších skalách (např. Jezevčí skála u Dobříva). Za hlavní negativum se považuje sešlap společenství lišejníků na hranách skal.

### Infrastruktura
Na okrajích CHKO má vzniknout nejméně pět záchytných parkovišť. Jedno velkokapacitní se připravuje na okraji vesnice Obecnice nedaleko nádrže Octárna, další nástupní místa jsou plánována v Kozičíně a v Orlově. S výstavbou občerstvovacích zařízení, rozhleden, parkovišť, silničních komunikací ani lyžařských sjezdovek uvnitř CHKO se nepočítá, má však být vybudováno několik vyhlídkových míst a upraveny přístupové cesty k nim.
V roce 2015 byly ve Středních Brdech v rámci přípravy vojenského újezdu Brdy na zřízení a zpřístupnění chráněné krajinné oblasti Brdy vyznačeny traumatologické body.
Správa CHKO je ochotná jednat o vzniku povolených nocovišť. Sama však nevlastní v CHKO žádné pozemky. Majoritními vlastníky jsou Vojenské lesy a statky a Arcibiskupství pražské. Ti se k tomu nepřiklánějí, protože to zvyšuje množství odpadků, musí se připravit místo pro rozdělávání ohně, majitel se musí o nocoviště starat, musí tam vzniknout hygienické a sociální zázemí.

### Publikace
V roce 2015 vyšel knižní průvodce po Brdech s názvem Brdy opět otevřené, jehož autorem je Jan Hajšman (již dříve napsal knihu Tajemství brdských vrcholů). Vydalo jej nakladatelství Starý most. Je uspořádán jako abecední lexikon s 350 místopisnými hesly a 300 ilustračními fotografiemi. Lexikon popisuje obce, vrcholy a skály, historické a přírodní památky, vojenské objekty, zaniklé vesnice, vodní zdroje, hájovny a boudy včetně zaniklých a kříže, pomníky a mezníky a zahrnuje kromě území bývalého vojenského újezdu i část jižních Brd.

### Turistické využití
Již v prvních hodinách roku 2016 byl o návštěvu dosud nepřístupných míst v nové chráněné krajinné oblasti značný zájem ze strany veřejnosti.